# Józef Chełmoński
Józef Chełmoński (Kocierzew Południowy, 7 novembre 1849 – Grodzisk Mazowiecki, 6 aprile 1914) è stato un pittore polacco. Esponente del realismo, fonda le proprie radici nel romanticismo della Polonia divisa. I suoi dipinti sono conservati al Museo nazionale di Cracovia (precisamente nella sede espositiva del Mercato dei tessuti - Sukiennice) e al Museo nazionale di Varsavia.

## Biografia
Chełmoński è nato nel villaggio di Boczki, facente parte dell'attuale comune di Kocierzew Południowy, nel Regno del Congresso, sotto il controllo militare russo. Il suo primo insegnante di disegno fu suo padre Józef Adam. Sua madre era Izabela Łoskowska. Dopo aver terminato il liceo a Varsavia, Józef studiò al corso di disegno di Varsavia (1867–1871) e prese lezioni private da Wojciech Gerson. Dal 1871 al 1874 Chełmoński visse a Monaco di Baviera, ove lavorò con pittori polacchi riuniti attorno a Jozef Brandt e Maksymilian Gierymski. Lì studiò anche per alcuni mesi presso l'accademia di H. Anschutz e A. Strahuber. Dal 1872 al 1874 Chełmoński visitò i territori polacchi (la Polonia, come paese indipendente, non esisteva in questo periodo), i Monti Tatra e l'Ucraina.
I suoi primi dipinti furono realizzati sotto l'influenza di Gerson. Le opere che seguirono furono paesaggi e villaggi. Nel 1875 Chełmoński andò a Parigi, dove tenne molte mostre importanti e divenne noto alla scena artistica. Con molti ordini il livello artistico dei suoi dipinti diminuì.
Dal 1878 al 1887 Chełmoński visitò la Polonia, Vienna e Venezia. Nel 1887 ritornò in Polonia e nel 1889 si stabilì nel villaggio di Kuklówka Zarzeczna. Il contatto con la sua terra natale e la natura sono qualità rivelate nelle sue opere. Da quel momento i dipinti di Chełmoński più apprezzati o più amati sono dipinti come Pernice sulla neve, Le cicogne o Prima del temporale.